# Mercedes-Benz Classe SLK
Pour les articles homonymes, voir SLK.
La Classe SLK est un roadster de luxe du constructeur allemand Mercedes-Benz apparu en 1996.
Il existe trois versions de SLK : R170, R171 et R172 (de la plus ancienne à la plus récente).

## R170 (1996 - 2004)
Les modèles 200 et 230 K ont été produits de 1996 à 2004, à la suite de deux études, la Studie SLK I et la Studie SLK II . L'avant a été restylé en 2000 et a permis l'introduction sur le marché de deux nouveaux modèles équipés du moteur six-cylindres de 3,2 litres : la 320 et la 32 AMG.

### Le toit escamotable Vario-roof
Le mécanisme du toit escamotable, appelé Vario-roof par Mercedes, consiste en un toit rigide divisé en deux parties, un cylindre hydraulique, plusieurs moteurs électriques, un calculateur et 12 capteurs de fin de course. Le toit, actionné électriquement, se rétracte dans le coffre en 25 secondes. En mode décapoté, le toit occupe la partie supérieure du coffre, laissant 145 litres de volume pour les bagages. En mode coupé, le volume du coffre disponible atteint 348 litres.
Partie technique
- Moteur
  - SLK 200 : 4 cylindres en ligne (longitudinal avant), 16 soupapes à calage variable, 1 998 cm3, 136 ch (100 kW) à 5 500 tr/min, couple de 190 N m à 3 700 tr/min, rejette 230 à 237 g CO2/km.
  - SLK 200 K : 4 cylindres en ligne (longitudinal avant), 16 soupapes à calage variable, équipé d'un compresseur, 1 998 cm3, 163 ch (120 kW)
  - SLK 230 K : 4 cylindres en ligne (longitudinal avant), 16 soupapes à calage variable, équipé d'un compresseur, 2 295 cm3, 193 ch (142 kW) à 5 300 tr/min, couple de 280 N m à 2 500 tr/min, rejette 241 g CO2/km[3].
  - SLK 320 : 6 cylindres en V ouverts à 90° (longitudinal avant), 18 soupapes à calage variable, 3 199 cm3, 218 ch (160 kW) à 6 000 tr/min, rejette 254 à 274 g CO2/km[4].
  - SLK 32 AMG : 6 cylindres en V ouverts à 90° (longitudinal avant), avec un compresseur qui souffle à 1,1 bar, 18 soupapes à calage variable, 3 199 cm3, 354 ch (260 kW), couple 450 N m à 4 400 tr/min, rejette 268 g CO2/km[5].
- Poids
  - 1 365 kg (200 K), 1 385 kg (230 K), 1 405 kg (320) et 1 420 kg (32AMG)
- Consommation (CE 93/116/CEE) et pollution (boîte manuelle)
  - SLK 200 K : 13,3 l/100 km (ville), 8,9 L/100 km (route), 231 g CO2/km
  - SLK 230 K : 13,5 l/100 km (ville), 7 L/100 km (route), 236 g CO2/km
  - SLK 320 : 15,1 l/100 km (ville), 7,7 L/100 km (route), 250 g CO2/km
  - SLK 32 AMG : 16,2 l/100 km (ville), 8,4 L/100 km (route), 268 g CO2/km
- Performance (vitesse, accélération 0 à 100 km/h)
  - SLK 200 : 208 km/h, 9,3 s
  - SLK 200 K : 223 km/h, 8,2 s
  - SLK 230 K : 240 km/h, 7,2 s
  - SLK 320 : 245 km/h, 6,9 s
  - SLK 32 AMG : 250 km/h série ou 280 km/h Pack Performance (32 AMG), 5,2 s

| Modèle                      | Boîte manuelle | Boîte automatique |
| --------------------------- | -------------- | ----------------- |
| SLK 200                     | 30 918         | 13 928            |
| SLK 200 Kompressor          | 12 353         | 0                 |
| SLK 230 Kompressor          | 28 199         | 85 321            |
| SLK 200 Kompressor Facelift | 21 878         | 33 571            |
| SLK 230 Kompressor Facelift | 10 318         | 36 987            |
| SLK 320                     | 4 562          | 28 854            |
| SLK 32 AMG                  | 0              | 4 333             |
| Total : 311 222             | 108 228        | 202 994           |

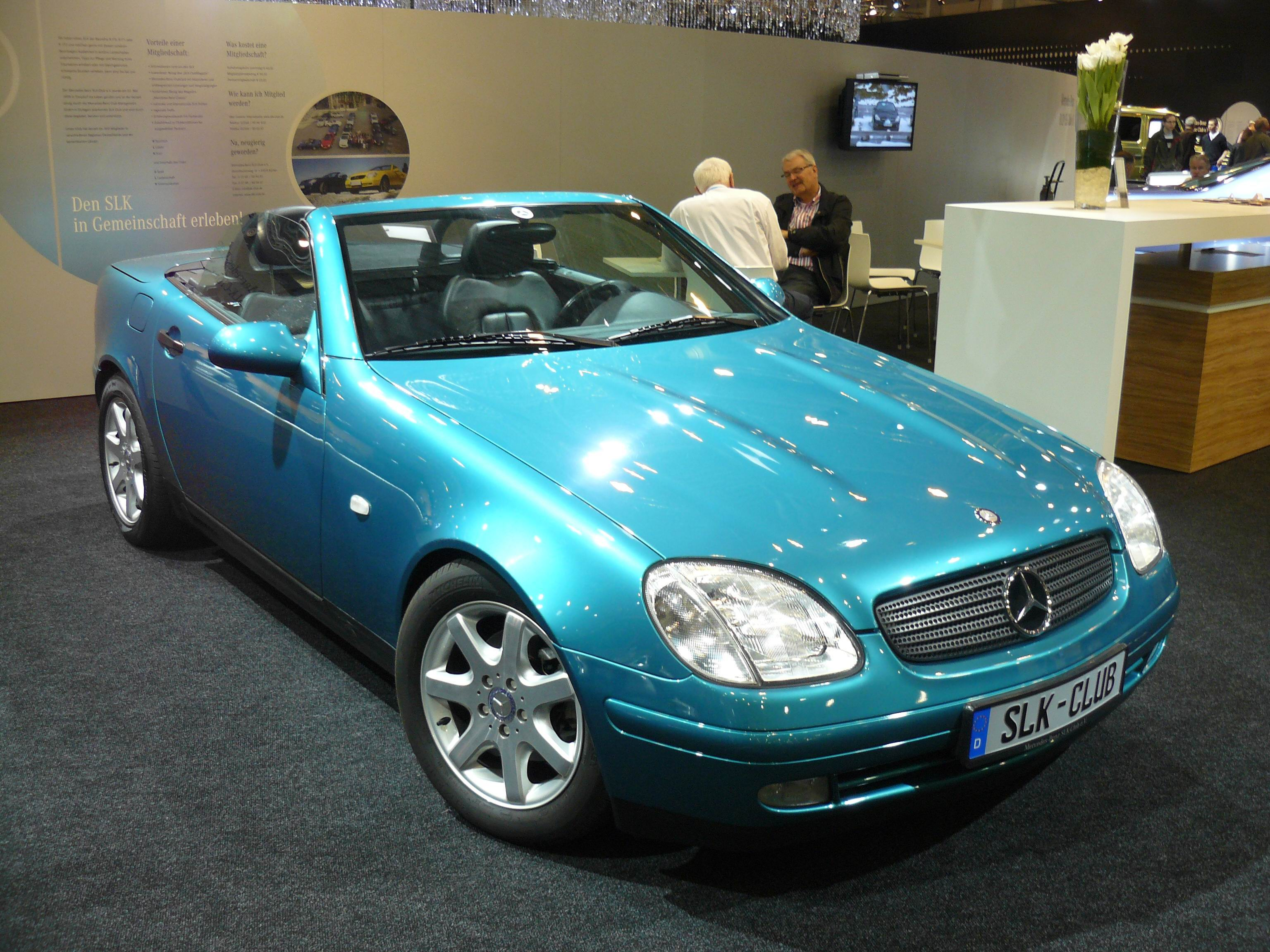
Mercedes Benz SLK 200 1996
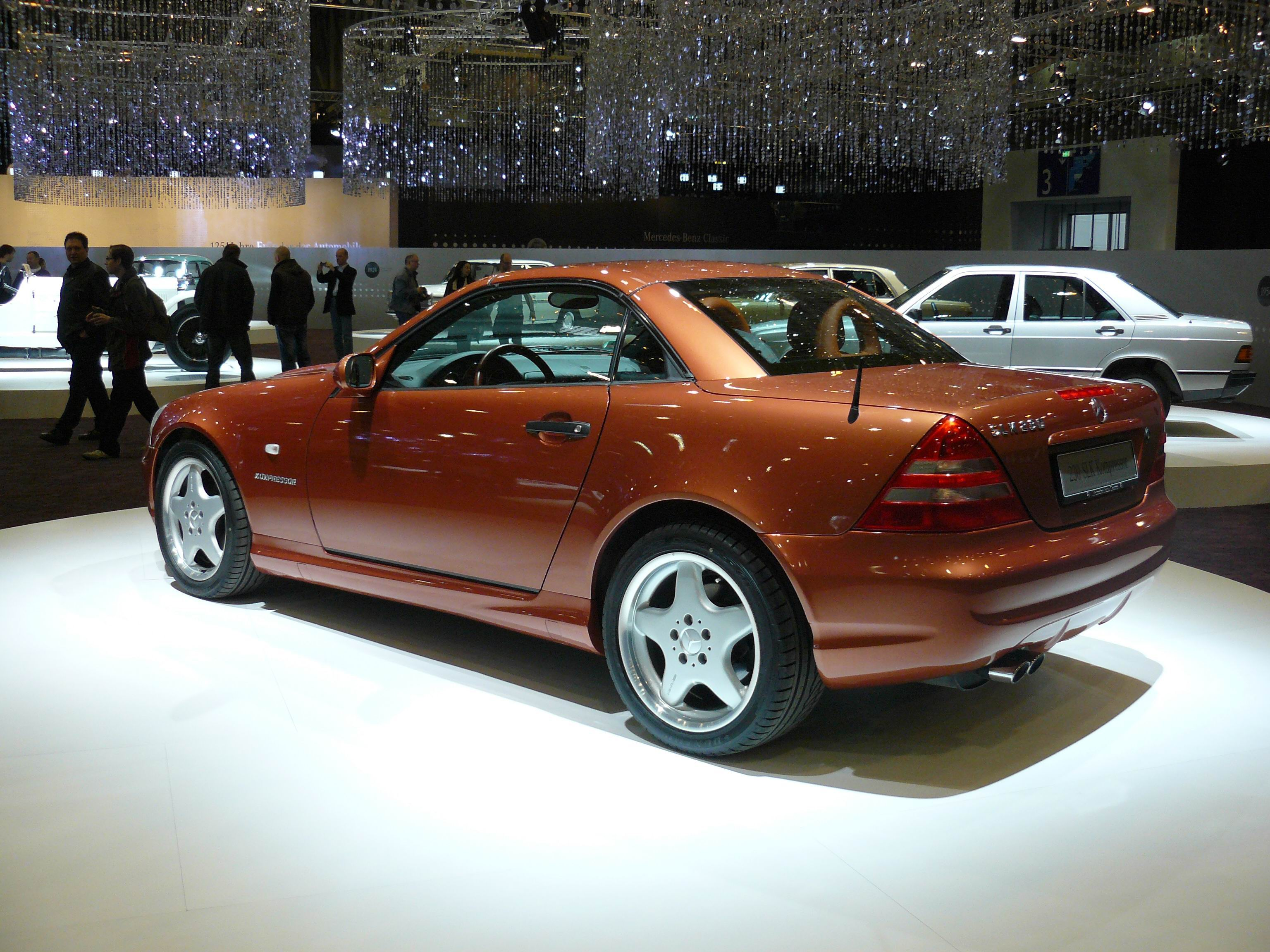
Mercedes Benz SLK 230 Kompressor 1997

## R171 (2004 - 2010)

### SLK 200 K, 280 et 350 (modèles apparus en 2004 et 2005, modifiés en 2008)
Partie technique
- Moteur

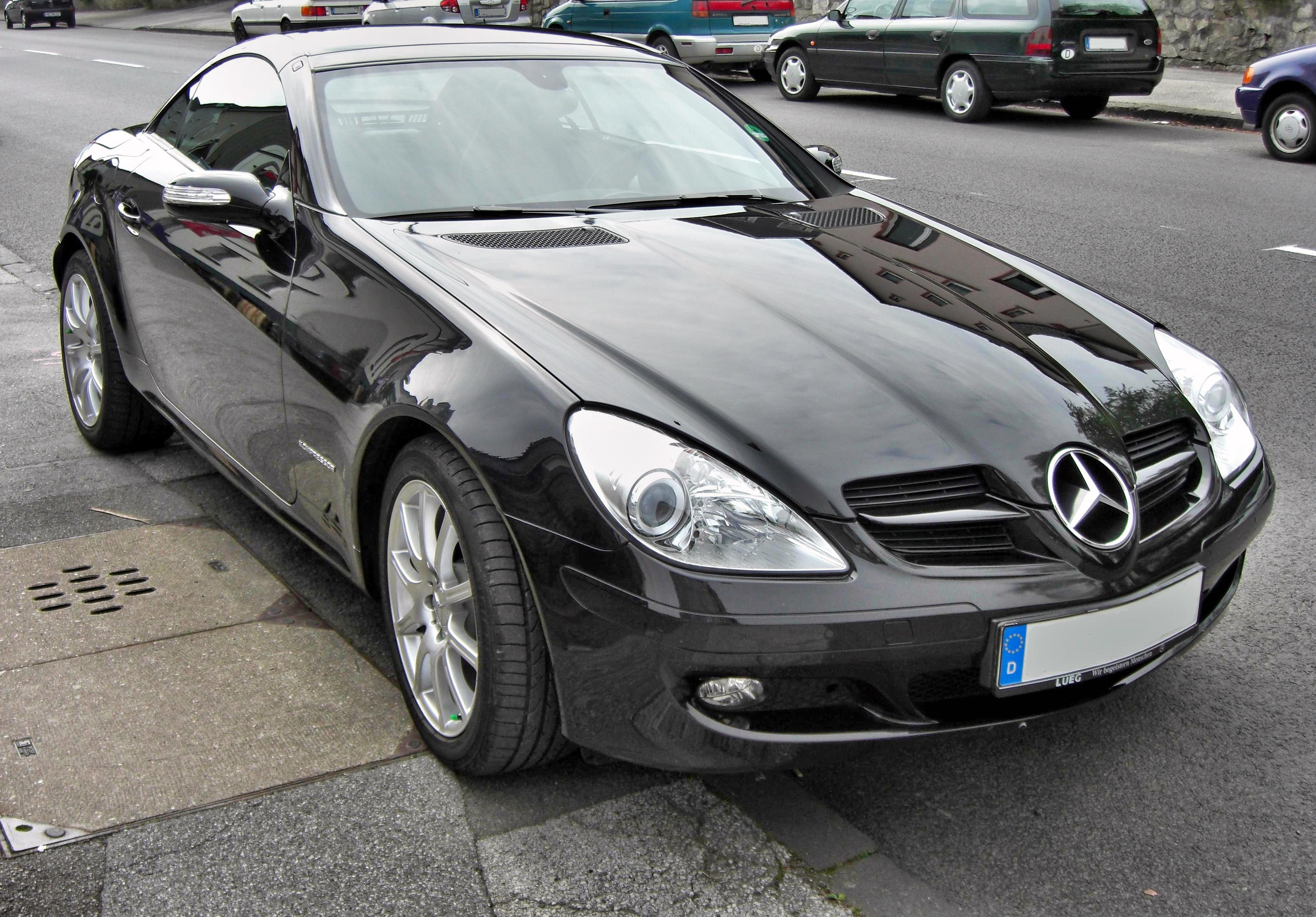
Mercedes-Benz SLK de seconde génération

  - SLK 200 K : quatre cylindres en ligne (longitudinal avant), 16 soupapes à calage variable, équipé d'un compresseur, 1 796 cm3, 163 ch (120 kW) à 5 500 tr/min (184 ch, 135 kW, à partir de 2008), couple de 240 N m à 3 000 tr/min (250 N m à partir de 2008) ; bloc apparu à partir de la seconde phase du premier SLK (puissance non modifiée)
  - SLK 280 : déclinaison apparue en 2005, six cylindres en V développant 231 ch (170 kW), 2 996 cm3, couple de 300 N m ; bloc de nouvelle génération
  - SLK 350 : six cylindres en V ouverts à 90° (longitudinal avant), 24 soupapes à calage variable, 3 498 cm3, 272 ch (200 kW) à 6 000 tr/min, (puissance qui passe en 2008 à 305 ch (224 kW) avec un couple de 360 N m),
- Alimentation et allumage : gestion du moteur ME 2.7, injection de carburant multipoints séquentielle et allumage
- Entraînement : propulsion
- Transmission : manuelle à six rapports, automatique à cinq vitesses (ancienne génération) sur SLK 200 K et sept rapports (baptisée 7G-Tronic) adaptable au type de conduite sur les 6 et 8-cylindres
- Freins
  - Avant : disques ventilés (SLK 200K et 280), ventilés et percés (SLK 350)
  - Arrière : disques ventilés
- Roues (de série)
  - SLK 200 K : jantes alliage de 16 pouces, pneus 205/55 R16
  - SLK 280 : jantes alliage de 16 pouces 205/55 R16 (avant) et 225/50 R16 (arrière)
  - SLK 350 : jantes alliage de 17 pouces, pneus 225/45 R17 (avant) et 245/40 R17 (arrière)
- Suspensions
  - Avant : essieu à trois bras, jambes McPherson (triangle), géométrie antiplongée, amortisseurs oléopneumatiques bi-tubes, ressorts hélicoïdaux, barre stabilisatrice
  - Arrière : essieu multibras, géométrie anticabrage et antiplongée, amortisseurs oléopneumatiques monotubes, ressorts hélicoïdaux, barre stabilisatrice
- Dimensions : longueur 4,08 m (+72 mm) - largeur 1,78 m (+65 mm) - hauteur 1,30 m
- Poids constructeur
  - SLK 200 K : 1 390 kg
  - SLK 280 : 1 385 kg
  - SLK 350 : 1 465 kg
- Consommation mixte (données constructeur)
  - SLK 200 K : 8,7 l/100 km
  - SLK 280 : 9,7 l/100 km
  - SLK 350 : 10,8 l/100 km
- Vitesse maxi
  - SLK 200 K : 230 km/h
  - SLK 280 et 350 : 250 km/h, limitée électroniquement
- 0 à 100 km/h (source : Le Moniteur automobile)
  - SLK 200 K : 8,1 secondes
  - SLK 280 : 6,3 secondes
  - SLK 350 : 5,7 secondes
  - Rejets de CO2 (source Ademe)
  - SLK 200 K : 237 g/km
  - SLK 200 K BVA : 230 g/km

### SLK 55 AMG (2004 - 2012)
La version 55 AMG est lancée durant l'automne 2004.
- Moteur : 8 cylindres en V, ouverts à 90° ; 5,4 litres ; 360 ch (atmosphérique) ; jantes 18 pouces

Le modèle Black Series commercialisé durant l'été 2006 voit sa puissance portée à 400 ch et ses jantes majorées à 19 pouces ; cependant, elle perd le toit rétractable qui faisait son originalité, ce dernier étant remplacé par un fixe en carbone.

### Restylage
Il est restylé en 2008.

## R172 (2011 - 2016)

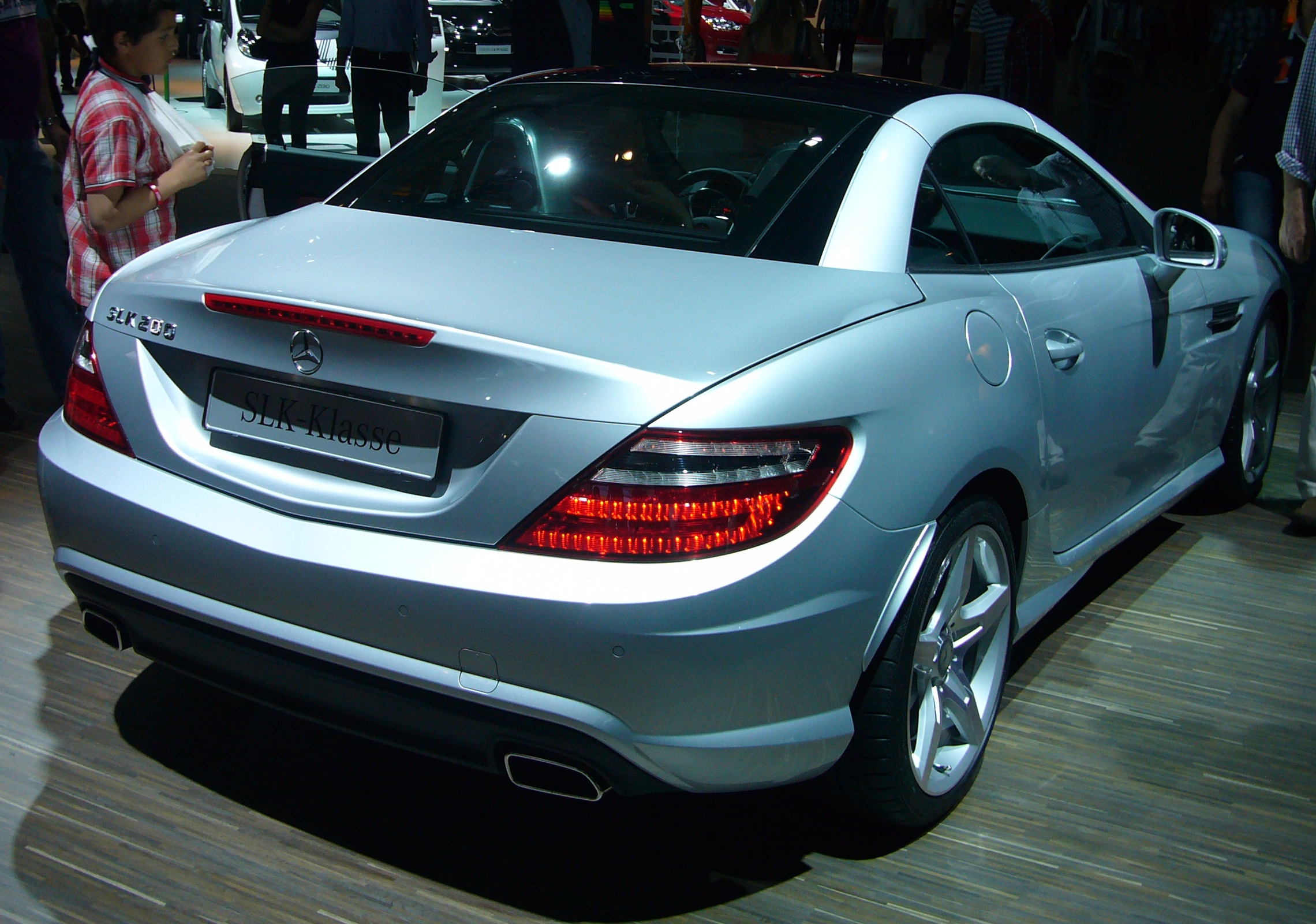
SLK 200.

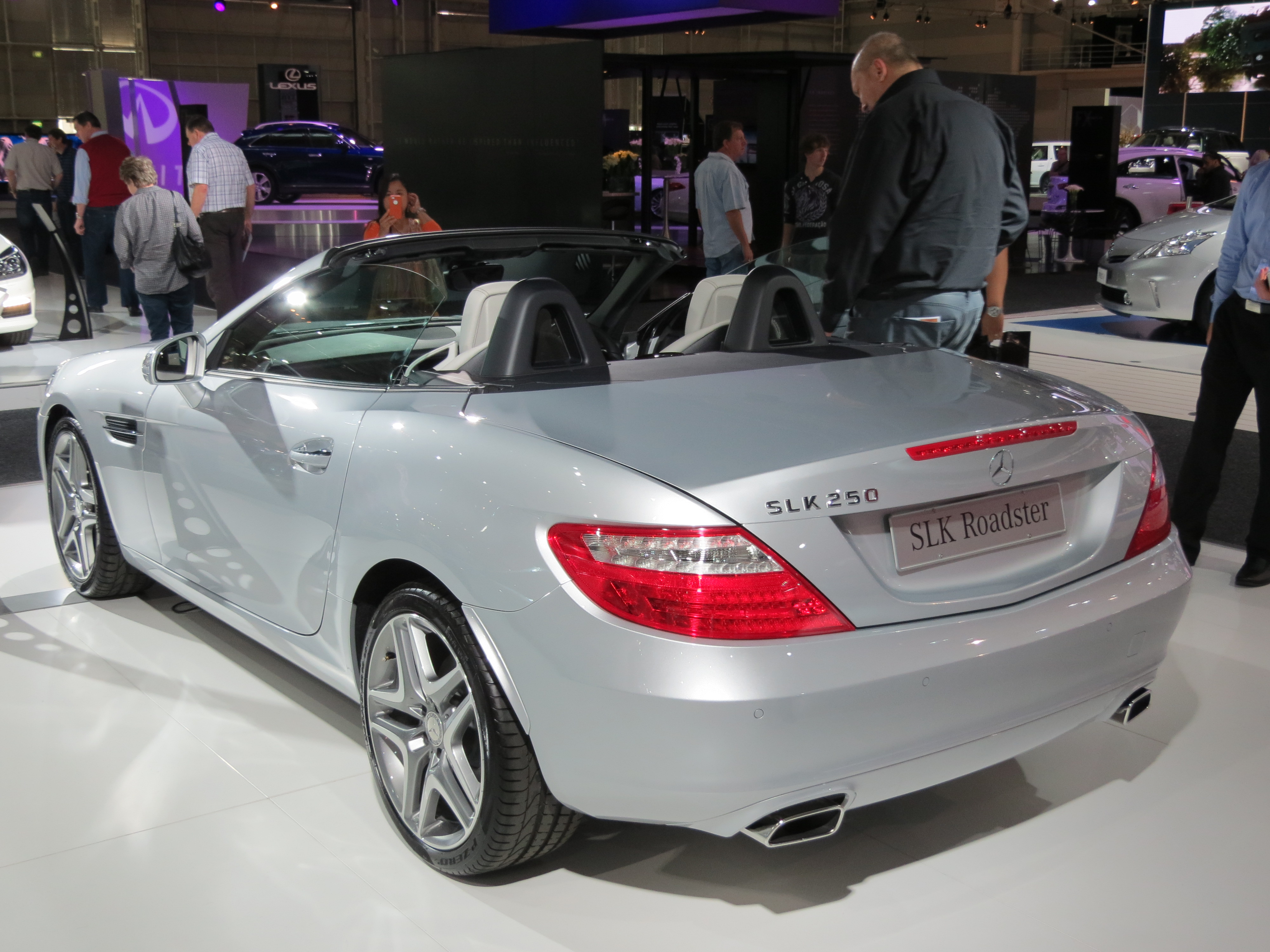
SLK 250.

Lancé durant le printemps 2011, le SLK Type 172 est la dernière génération en date de ce modèle.
Quatre motorisations essence (200, 250, 350 et 55 AMG) sont disponibles de même qu'une motorisation Diesel (250 CDI de 204 chevaux et 500 N m, pour une vitesse de pointe de 243 km/h, une consommation moyenne de 5 L aux 100 km et des émissions de CO2 de 132 g/km).
L'intérieur s'inspire fortement de celui du SLS. Un toit en verre fumé à intensité variable (le toit Magic Sky Control) est une option.